# Schützengesellschaft Coburg 1354
Schützengesellschaft Coburg 1354 e.V. (in der Bundesliga SG Coburg genannt) ist ein Schützenverein aus Coburg, der 1354 gegründet wurde.

## Geschichte
Die Schützengesellschaft wurde am 16. April 1354 in Coburg gegründet.

„Wir, Friedlich der Strenge, Markgraf von Meißen, bekennen, dass Kunz Ecker, der Schütze, auf unserm Haus zu Coburg sitzen und auch dort wohnen soll. Er soll uns oder unserm Vogt zu Coburg zu unsern Gunsten jährlich vier gute Birsch- (Jagd-) oder Kriegsarmbrüste liefern. Diese sollen von uns oder unserm Vogt, käuflich erworben werden. Als Entlohnung soll ihm aus den Einkünften unseres Coburger Stadtzolls jährlich zehneinhalb Pfund Heller als Gehalt gereicht werden. Diese Urkunde soll rechtsverbindlich sein. — Gegeben zu Gotha am Mittwoch der Osterwoche 1354“

Die Coburger Schützengesellschaft richtet seit ca. 1599 das Coburger Vogelschießen aus.
2008 und 2009 wurde die Luftgewehrmannschaft in der 1. Bundesliga Deutscher Meister. 2010 belegte die Mannschaft den 2. Platz.